# جیمز شرمن
جیمز شرمن (انگلیسی: James S. Sherman; زاده ۲۴ اکتبر ۱۸۵۵ – درگذشته ۳۰ اکتبر ۱۹۱۲) یک سیاست‌مدار اهل ایالات متحده آمریکا بود.